# Telescopio Bok
Il telescopio Bok è un telescopio riflettore con uno specchio primario del diametro di 2,3 m, costruito nel 1969 presso l'osservatorio di Kitt Peak. Viene utilizzato sia per attività di imaging, che di spettroscopia e il suo nome è stato dedicato all'astronomo Bart Bok, che fu anche direttore dell'osservatorio. Il telescopio nel 2007 è stato usato per studiare un'occultazione di Plutone su una stella della costellazione del Sagittario.

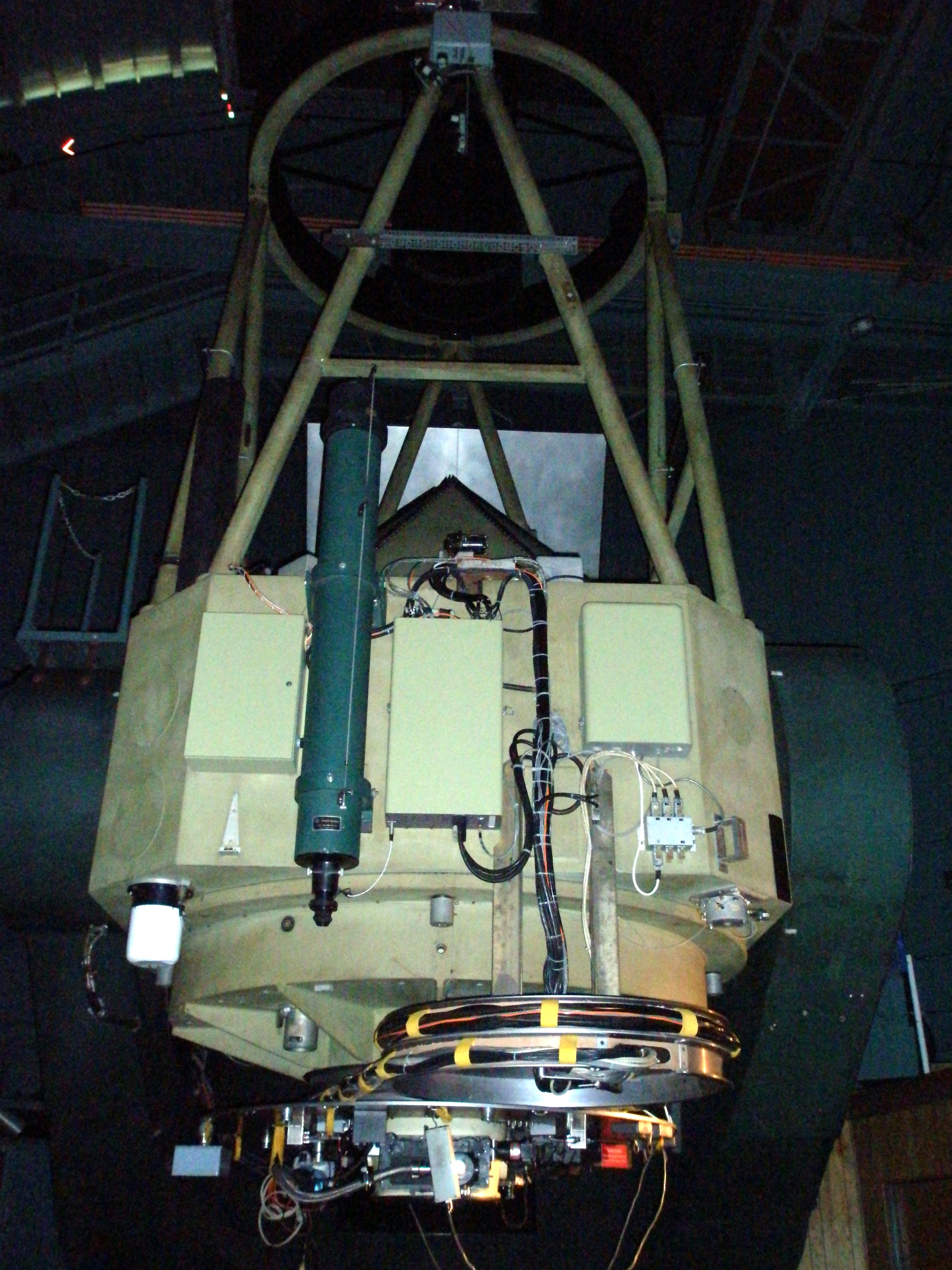
Telescopio Bok